# George Elphinstone, I visconte Keith
George Keith Elphinstone, I visconte Keith (Stirling, 7 gennaio 1746 – Kincardine, 10 marzo 1823), è stato un ammiraglio britannico attivo durante le guerre napoleoniche.

## Carriera
Quinto figlio del 10° Lord Elphinstone, nacque nella torre Elphinstone nei pressi di Stirling, in Scozia. Due dei suoi fratelli si arruolarono in marina, e lui ne seguì l'esempio arruolandosi nella Royal Navy nel 1761, imbarcandosi sulla HMS Royal Sovereign prima di trasferirsi sulla HMS Gosport allora comandata dal capitano John Jervis (futuro conte Saint Vincent). Nel 1767 intraprese un viaggio verso le Indie Orientali al servizio della Compagnia britannica delle Indie orientali, impegnando le 2000 sterline prestategli da uno zio in un commercio che gli valse una discreta fortuna. Divenne tenente nel 1770, comandante nel 1772 e post-captain nel 1775.

### Post-captain
Durante la guerra d'indipendenza americana fu impiegato contro i corsari, e con una brigata navale partecipò all'occupazione di Charleston (Carolina del Sud). Nel gennaio 1781, quando era al comando della HMS Warwick con 50 cannoni, catturò una nave olandese da 50 cannoni che pochi giorni prima aveva sconfitto una nave britannica di uguale potenza. Dopo la firma della pace rimase lungo le coste statunitensi per dieci anni, diventando deputato del parlamento prima per il Dunbartonshire e poi per lo Stirlingshire. Fu nominato membro della Royal Society nel 1790.

### Ammiraglio
Quando scoppiò di nuovo la guerra nel 1793, fu messo a capo della HMS Robust (74 cannoni), con la quale partecipò all'occupazione di Tolone con Samuel Hood, I Visconte di Hood. Si distinse particolarmente sconfiggendo un gruppo di francesi a terra a capo di una brigata navale di britannici e spagnoli. Gli fu assegnato il compito di imbarcare i fuggitivi quando la città fu evacuata. Nel 1794 fu promosso retroammiraglio, e nel 1795 fu inviato ad occupare le colonie olandesi di Capo di Buona Speranza ed in India. Ebbe un ruolo importante nella conquista del Capo nel 1795, e nell'agosto 1796 catturò un intero squadrone olandese nella baia di Saldanha. Nell'intervallo andò in India dove patì problemi di salute, e la conquista di Saldanha avvenne quando stava tornando a casa. Quando avvenne l'ammutinamento di Nore nel 1797, fu messo al comando e ristabilì subito l'ordine. Ebbe successo anche a Plymouth, dove uno squadrone era in agitazione.
Alla fine del 1798 fu inviato come comandante in seconda di John Jervis. Fu a lungo una posizione ingrata poiché Jervis era rimasto subito seminvalido per malattia, mentre Horatio Nelson, che considerava l'incarico di Keith un affronto personale, era irritabile ed insubordinato. Nel maggio 1799 George Elphinstone non fu in grado di contrastare efficacemente la spedizione di Bruix, dal nome del comandante francese che la condusse, Étienne Eustache Bruix, che era tra l'altro diretta nel Mediterraneo a portar aiuto alle truppe francesi assediate a Malta dai ribelli maltesi e dalle navi portoghesi. Nel giugno di quell'anno, a 60 miglia da Tolone, la sua flotta incrociò la divisione navale francese composta da tre fregate e due brigantini e comandata dal contrammiraglio Perrée, che rientrava a Tolone dalla Siria per rifornirsi di munizioni: dopo una caccia durata circa 28 ore, le cinque navi francesi furono catturate e gli equipaggi, contrammiraglio incluso, fatti prigionieri. Inseguendo ancora la flotta francese di Bruix, che era fino a quel momento riuscita a sottrarsi allo scontro e che faceva rotta su Brest senza aver potuto portare a termine la missione che si era proposta, rientrò in Atlantico, ma non riuscì a costringere Bruix al combattimento.
Tornò nel mar Mediterraneo a novembre, come comandante in capo. Cooperò con gli austriaci nell'assedio di Genova, che si arrese il 4 giugno 1800. Subito dopo subì le conseguenze della battaglia di Marengo, ed i francesi tornarono così velocemente, che l'ammiraglio fece fatica ad uscire con le proprie navi dal porto. La fine del 1801 e l'inizio dell'anno seguente servirono per portare l'esercito a salvare l'Egitto dalla Francia. Dato che la flotta nemica era chiusa in porto, l'ammiraglio britannico non ebbe modo di combattere in mare, ma fu ammirevole la scorta delle truppe e lo sbarco ad Abukir.
Fu nominato barone Keith del Regno Unito, mentre una baronia irlandese gli era stata già conferita nel 1797. Alla ripresa della guerra, nel 1803, fu nominato comandante in capo della flotta del Mare del Nord, carica che ricoprì fino al 1807. Nel febbraio 1812 fu nominato comandante in capo della Flotta della Manica e nel 1814 fu promosso visconte. Negli ultimi suoi due comandi dovette organizzare prima la difesa contro una minaccia d'invasione e poi gestire i movimenti di numerosi piccoli squadroni e navi corsare lungo le coste spagnole e portoghesi per proteggere il commercio.
Si trovava a Plymouth quando Napoleone Bonaparte si arrese e fu portato in Inghilterra a bordo della HMS Bellerophon dal capitano Maitland (1777–1839). Le decisioni del governo del Regno Unito furono comunicate da Elphinstone all'ex-imperatore. Lord Keith si rifiutò di essere coinvolto nelle dispute e si limitò a dichiarare di aver ricevuto ordini a cui obbedire. Lord Keith morì nel 1823 presso il castello di Tulliallan, vicino a Kincardine, Fife, una sua proprietà in Scozia, e fu sepolto nella locale chiesa parrocchiale.

## Famiglia
Si sposò due volte: nel 1787 con Jane Mercer, figlia del colonnello William Mercer of Aldie, e nel 1808 con Hester Thrale, figlia di Henry Thrale e Hester Thrale, definita Queeney nel Life of Johnson di Boswell ed in Diary di Madame d'Arblay. Ebbe una figlia da ogni matrimonio (la seconda delle quali si chiamava Georgina Augusta Henrietta Keith), ma nessun figlio maschio. Il titolo di visconte si estinse con la sua morte, mentre le baronie britannica ed irlandese passarono alla primogenita Margaret (1788–1867), la quale sposò il conte de Flahault de la Billarderie, dopodiché terminarono anch'esse.

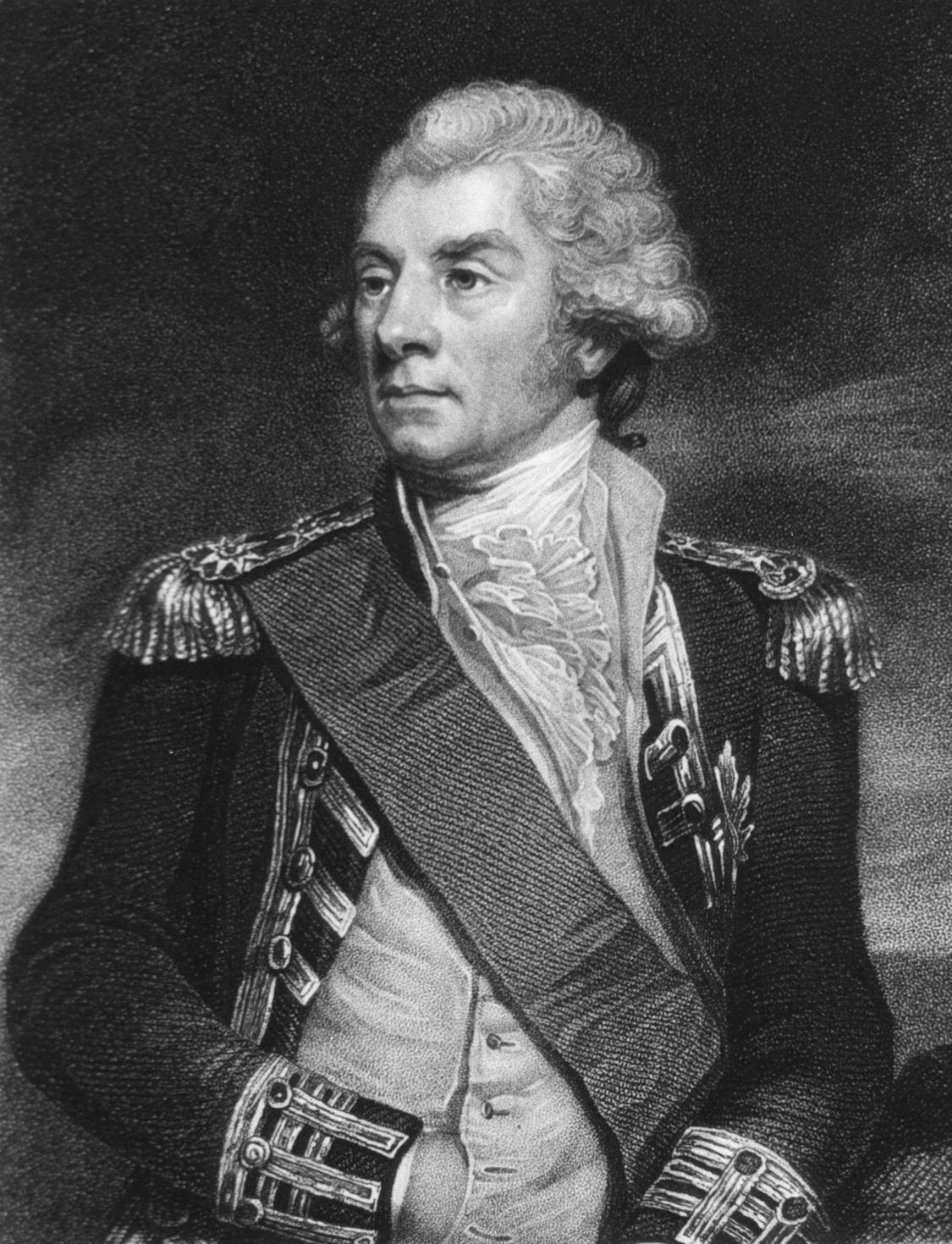
George Keith Elphinstone, I visconte Keith

Un suo ritratto effettuato da Owen si trova nella Painted Hall di Greenwich, mentre un altro di George Sanders è esposto nel National Maritime Museum, sempre di Greenwich.

## Nella fiction
Nella serie di Aubrey-Maturin scritta da Patrick O'Brian, Lord Keith e la moglie Queeney appaiono in numerosi romanzi.